# VV Velox in het seizoen 1959/60
Het seizoen 1959/1960 was het tweede jaar in het bestaan van de Utrechtse betaaldvoetbalclub Velox. De club kwam uit in de Tweede divisie B en eindigde daarin op de vierde plaats.

## Wedstrijdstatistieken

### Tweede divisie B
|       | Be Quick | Enschedese Boys | Heerenveen | Hilversum | Oldenzaal | PEC   | Rheden | Tubantia | Velocitas | Zeist | Zwartemeer | Zwolsche Boys |
| ----- | -------- | --------------- | ---------- | --------- | --------- | ----- | ------ | -------- | --------- | ----- | ---------- | ------------- |
| Thuis | 1 – 3    | 1 – 3           | 2 – 2      | 1 – 1     | 5 – 1     | 2 – 1 | 0 – 0  | 4 – 2    | 4 – 2     | 1 – 4 | 1 – 0      | 1 – 0         |
| Uit   | 1 – 2    | 1 – 0           | 4 – 1      | 0 – 2     | 1 – 1     | 1 – 2 | 2 – 1  | 2 – 2    | 3 – 1     | 1 – 3 | 1 – 2      | 5 – 1         |

## Statistieken Velox 1959/1960

### Eindstand Velox in de Nederlandse Tweede divisie B 1959 / 1960
| Stand | Gespeeld | Gewonnen | Gelijk | Verloren | Punten | Doelpunten voor | Doelpunten tegen |
| ----- | -------- | -------- | ------ | -------- | ------ | --------------- | ---------------- |
| 4e    | 24       | 11       | 5      | 8        | 27     | 41              | 41               |

### Topscorers
| Competitie \| # \| Naam \| \| \| ---------------- \| ------------------------ \| -- \| \| 1. \| Wim Adelaar \| 11 \| \| 1. \| Jaap van der Horst \| 11 \| \| 3. \| Frans Geurtsen \| 5 \| \| 4. \| Ben Aarts \| 4 \| \| 5. \| Leen Morelisse \| 3 \| \| 6. \| Dick Uittenbosch \| 2 \| \| 7. \| Hans Adelaar \| 1 \| \| 7. \| Willem van Arnhem \| 1 \| \| 7. \| Gijs Uittenbosch \| 1 \| \| Eigen doelpunten \| \| \| \| – \| Dick Scholder (Tubantia) \| 1 \| \| – \| Bé Tuin (Zwolsche Boys) \| 1 \| \| Totaal \| Totaal \| 41 \| |                          |      |
| # | Naam                     | Goal |
| 1. | Wim Adelaar              | 11   |
| 1. | Jaap van der Horst       | 11   |
| 3. | Frans Geurtsen           | 5    |
| 4. | Ben Aarts                | 4    |
| 5. | Leen Morelisse           | 3    |
| 6. | Dick Uittenbosch         | 2    |
| 7. | Hans Adelaar             | 1    |
| 7. | Willem van Arnhem        | 1    |
| 7. | Gijs Uittenbosch         | 1    |
| Eigen doelpunten |                          |      |
| – | Dick Scholder (Tubantia) | 1    |
| – | Bé Tuin (Zwolsche Boys)  | 1    |
| Totaal | Totaal                   | 41   |